# Ichneumon ani
Ichneumon ani är en stekelart som beskrevs av Geoffroy 1785. Ichneumon ani ingår i släktet Ichneumon och familjen brokparasitsteklar. Inga underarter finns listade i Catalogue of Life.